# Pandinopsis dictator
Genre
Espèce
Synonymes
- Scorpio dictator Pocock, 1888
- Pandinus dictator (Pocock, 1888)

Pandinopsis dictator, unique représentant du genre Pandinopsis, est une espèce de scorpions de la famille des Scorpionidae.

## Distribution
Cette espèce se rencontre en Guinée équatoriale, au Cameroun, au Gabon et au Congo-Brazzaville.

## Description
La femelle holotype mesure 166 mm.

## Systématique et taxinomie
Cette espèce a été décrite sous le protonyme Scorpio dictator par Pocock en 1888. Elle est placée dans le genre Pandinus par Kraepelin en 1899 puis dans le genre Pandinopsis par Prendini et Loria en 2020.

## Publications originales
- Pocock, 1888 : « On the African Specimens of the Genus Scorpio (Linn.) contained in the Collection of the British Museum. » Annals and Magazine of Natural History, sér. 6, vol. 2, p. 245–255 (texte intégral).
- Vachon, 1974 : « Étude des caractères utilisés pour classer les familles et les genres de Scorpions (Arachnides). 1. La trichobothriotaxie en arachnologie. Sigles trichobothriaux et types de trichobothriotaxie chez les scorpions. » Bulletin du Muséum national d'histoire naturelle, Zoologie, sér. 3, vol. 104, no 140, p. 857-958 (texte intégral).